# Gino Rubert
Gino Rubert Català (México, 1969) es un artista mexicano de origen español que actualmente vive y trabaja entre Barcelona, San Martín de Ampurias, Berlín y Cuernavaca.

## Biografía
Hijo del filósofo catalán Xavier Rubert de Ventós  y de la psicoanalista y escritora mexicana Magda Català.
A los 17 años se trasladó a Nueva York para estudiar ilustración en la Parsons School of Design. Más tarde, estudió Bellas Artes en la Universidad de Barcelona.
En el año 1993 ganó el Premio de Pintura Joven que otorga anualmente la barcelonesa Sala Parés. Ese mismo año ganó la Beca de la Academia Española en Roma con dos pinturas de estilo hiperrealista.
El año 2008, su obra fue seleccionada para ilustrar las portadas de la célebre trilogía "Millennium" del sueco Stieg Larsson.
Ha impartido cursos y seminarios en distintas universidades y escuelas de arte, entre ellas las escuelas EINA y Massana en Barcelona, el Centro Cultural de España en Montevideo o la Universidad Nacional de Bogotá.
Expone individualmente desde el año 1991. Ha participado también en numerosas muestras colectivas.

## Obra
Rubert es un artista polifacético que desarrolla con facilidad distintas disciplinas artísticas como la pintura, la escultura, el dibujo, el vídeo o las instalaciones. Recientemente, ha estado trabajando en una serie de pinturas, dibujos y otros pequeños objetos llamados "ex-votos" en referencia a las homónimas ofrendas devocionales propias de la tradición popular mexicana.
Su obra plástica acostumbra a combinar la pintura con distintos elementos de collage, como por ejemplo, hologramas, trozos de tela o plástico, cabello natural o pequeños objetos. Las fotografías, antiguas o nuevas y que él mismo toma y edita, compra en rastros o descarga de internet, se han convertido en una constante en su obra.
Rubert reconoce a los pos-impresionistas como su mayor influencia, especialmente Henri Rousseau, Pierre Bonnard, Paul Gauguin o Toulouse Lautrec. Heredero de la tradición pictórica que entronca con Fra Angelico, Van Eyck o Vermeer, en sus pinturas también encontramos referencias a artistas contemporáneos como Alex Katz o Baselitz. Asimismo, existen paralelos con el Realismo Mágico y el Surrealismo latinoamericanos, incluyendo Frida Kahlo, Leonora Carrington o Remedios Varo.
El trabajo de Rubert se caracteriza por la ironía, el sentido del humor y el erotismo. Interesado en las complejidades del mundo sentimental, explora el romance y las relaciones interpersonales que tienen lugar en la sociedad contemporánea, indagando en temas como el amor, el sexo y la pareja.
Rubert se define a sí mismo como un creador de imágenes bellas y molestas que se escapan a cualquier lectura lineal o narrativa. Así, sus lienzos tienen múltiples capas de significado. Como el mismo explica, intenta "Hacer imágenes que sugieran algo en vez de intentar explicar una historia particular".
Su obra ha sido expuesta en galerías, museos y centros culturales de todo el mundo: Barcelona, Madrid, Pamplona, Valencia, Figueras, Sevilla, Torroella de Montgrí, Tokio (Japón), Berlín y Düsseldorf (Alemania), Bogotá (Colombia), México, Lima (Perú), Montreal (Canadá), São Paolo (Brasil), París (Francia), Braga (Portugal), Montevideo (Uruguay), Milán, Roma y Orvieto (Italia), Nueva York, Miami y Chicago (USA).
El año 2011 publicó su primera novela, "
Apio. Notas caninas ganadora del Premio Nuevo Talento FNAC de Literatura.

## Becas y premios
- 2004, Shuohocho International Exchange House, Japón.
- 2004, Primer Premio a la Videocreación Latinoamericana, Casa América, Madrid.
- 2003, Mención Honorífica de Pintura, XXVIII Premio Bancaja de Pintura, Valencia.
- 2002, Beca per a la producción de video, Fundación de Arte y Derecho.
- 2002, II Festival de Video, Fundación Bracara Augusta, Braga, Portugal.
- 2001, Primer Accésito Premi Honda-La Garriga.
- 1998, XXVI Certamen Nacional de Pintura, Caja Madrid, Madrid.
- 1993, Beca de la Academia Española en Roma, Roma.
- 1993, Beca de la Real Academia de San Fernando, Madrid.
- 1993, XXXV Premio de Pintura Joven, Sala Parés, Barcelona.

## Exposiciones individuales
- 2014, Ex-voto, Galería Senda, Barcelona.
- 2012, True Love, Claire Oliver Gallery, Nueva York.
- 2010, Galerie Michael Haas, Berlín.
- 2010, Can Sisteré Centre d'Art Contemporani, Santa Coloma de Gramanet.
- 2009, Irma lentamente, Galería Senda, Barcelona.
- 2009, Círculo de lectores, Barcelona.
- 2008, La lección d'anatomía, Museo del Ampurdán, Figueras.
- 2008, Spoiled Boy, Artrepco Gallery, Zúrich.
- 2007, Spielzimmer, Anita Beckers Gallery, Frankfurt.
- 2007, True Blues, Mizuma Gallery, Tokio.
- 2006, Morocha, Galería Senda, Barcelona.
- 2006, Playtime, Museo Gustavo de Maeztu, Estella.
- 2005, De-géneros, Museo de la Universidad de Alicante, Alicante.
- 2005, Noc Noc, Museu Nacional d'Art de Catalunya, Barcelona.
- 2004, Walks & Heads, Akiyoshidai International Art Village, Yamaguchi.
- 2004, Noc Noc, Palau de la Virreina, Barcelona.
- 2004, Fórum 2004 de les Cultures, Barcelona.
- 2003, Delirios Colaterales, Galería Canem, Castellón de la Plana.
- 2003, Femenino Singular, Museo de Arte de la Universidad Nacional, Bogotá.
- 2003, Programa del Liceo, Galería Senda, Barcelona.
- 2003, Centro Cultural de España, Miami.
- 2002, La Viuda Alegre, Salon du Printemps, Montreal.
- 2002, Notas Caninas, Diario Levante, Valencia.
- 2002, Anunciación, Nau Côclea, Camallera.
- 2002, Virginia Miller Gallery, Miami.
- 2002, David Beitzel Gallery, Nueva York.
- 2000, Aurora 14, Galería Senda, Barcelona.
- 1999, Diario de intramuros, Galería Senda, Barcelona.
- 1999, David Beitzel Gallery, Nueva York.
- 1997, Self Defeated Man, David Beitzel Gallery, Nueva York.
- 1996, David Beitzel, Nueva York.
- 1995, Ars Amandi, Galería Senda, Barcelona.
- 1992, Galería Brok, Barcelona.
- 1991, Galería Tartessos, Barcelona.